# Hamburg Berliner Bahnhof
Der Berliner Bahnhof in Hamburg war der westliche Endpunkt der 1846 eröffneten Berlin-Hamburger Bahn. Er entstand aus der Erweiterung des zuvor an dieser Stelle von Alexis de Chateauneuf erbauten Bahnhofs für die Hamburg-Bergedorfer Eisenbahn von 1842. Der Berliner Bahnhof wurde 1857 fertiggestellt und 1903 stillgelegt.

## Bauliche Merkmale
Für die Bedürfnisse der Berliner Bahn wurde dieser vormalige „Bergedorfer Bahnhof“ aus rotem Backstein mit geputzten Gesimsen erweitert und vor allem mit einer 148 m langen und 23,5 m hohen hölzernen Halle mit vier Gleisen versehen. Diese Halle galt seinerzeit als bedeutendstes Holzbauwerk in Deutschland, zum Vergleich: Die Halle des Dammtorbahnhofs ist bei gleicher Höhe und ebenfalls vier Gleisen 112 m lang.
Das Empfangsgebäude war in einen Abfahrts- und einen Ankunftsbereich aufgeteilt, worin sich eine Gepäckannahme und -ausgabe sowie neben Wartesälen der verschiedenen Klassen auch ein Damenzimmer befand.
Die Inbetriebnahme erfolgte am 15. Dezember 1846, doch erst 1857 war der Um- und Neubau des insgesamt 173 Meter langen Gebäudekomplexes, der Gütergleise und des Lokschuppens abgeschlossen.
Zur Aufnahme einer optischen Telegraphenverbindung (Semaphor) erhielt der Bahnhof zwei hohe Türme, da jedoch zur gleichen Zeit (1837) der effektivere elektrische Schreibtelegraph erfunden wurde, blieben sie nur schmückendes Beiwerk.
Im Empfangsgebäude befanden sich auch zwei Drehscheiben für die Lokomotiven. Diese konnten vom Zug abgekuppelt auf die Drehscheiben fahren und dort für die Vorzugsfahrtrichtung in die Gegenrichtung umgedreht werden. Die Gleisanlagen mit Güterbahnhof und halbrundem Lokschuppen waren etwa dreimal so lang wie der Bahnhof.

## Lage zu den anderen Bahnhöfen

Lageplan der früheren Kopfbahnhöfe zum Hauptbahnhof

Der Bahnhof lag südlich des heutigen Hauptbahnhofs am heutigen Deichtorplatz und erstreckte sich mit seinen Nebenanlagen von der nördlichen der heutigen Deichtorhallen bis zum Schleusenkanal.
1865 wurde etwa 600 Meter weiter östlich der Lübecker Bahnhof gebaut, dazu im Jahr 1866 der Bahnhof Klosterthor der Hamburg-Altonaer Verbindungsbahn etwa 200 Meter nördlich. Von diesem wurde später ein Verbindungsgleis vor das Portal des Berliner Bahnhofs und weiter zum Venloer bzw. Hannoverschen Bahnhof verlegt. Dieser wurde 1872 nach dem Bau der zunächst allein für die Eisenbahn befahrbaren Hamburger Elbbrücken als Endpunkt der Hamburg-Venloer Bahn eröffnet und befand sich auf der gegenüberliegenden Grasbrookinsel (heute HafenCity).

## Ende des Betriebes
Im Zuge der Vorbereitungen für den Bau des Hamburger Hauptbahnhofes wurde der Berliner Bahnhof am 1. Mai 1903 geschlossen und ein sogenannter Interimsbahnhof an der Lippeltstraße erbaut. Der zentrale Hauptbahnhof wurde am 6. Dezember 1906 in Betrieb genommen.

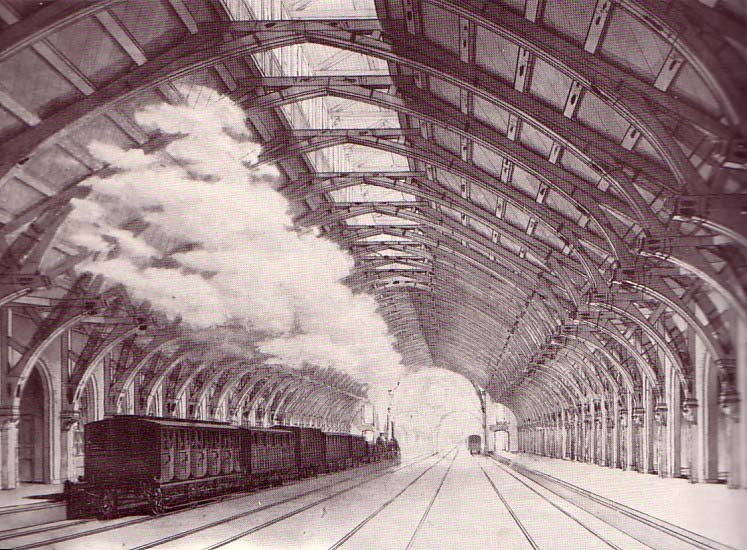
Die hölzerne Bahnhofshalle
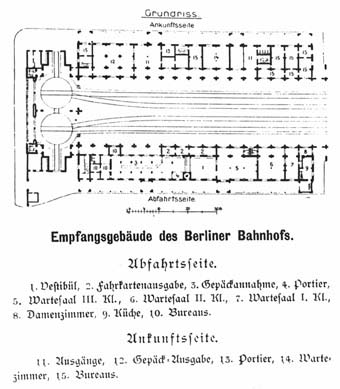
Grundriss des Empfangsgebäudes
Gleisplan inklusive Vorfeld und Segmentdrehscheibe
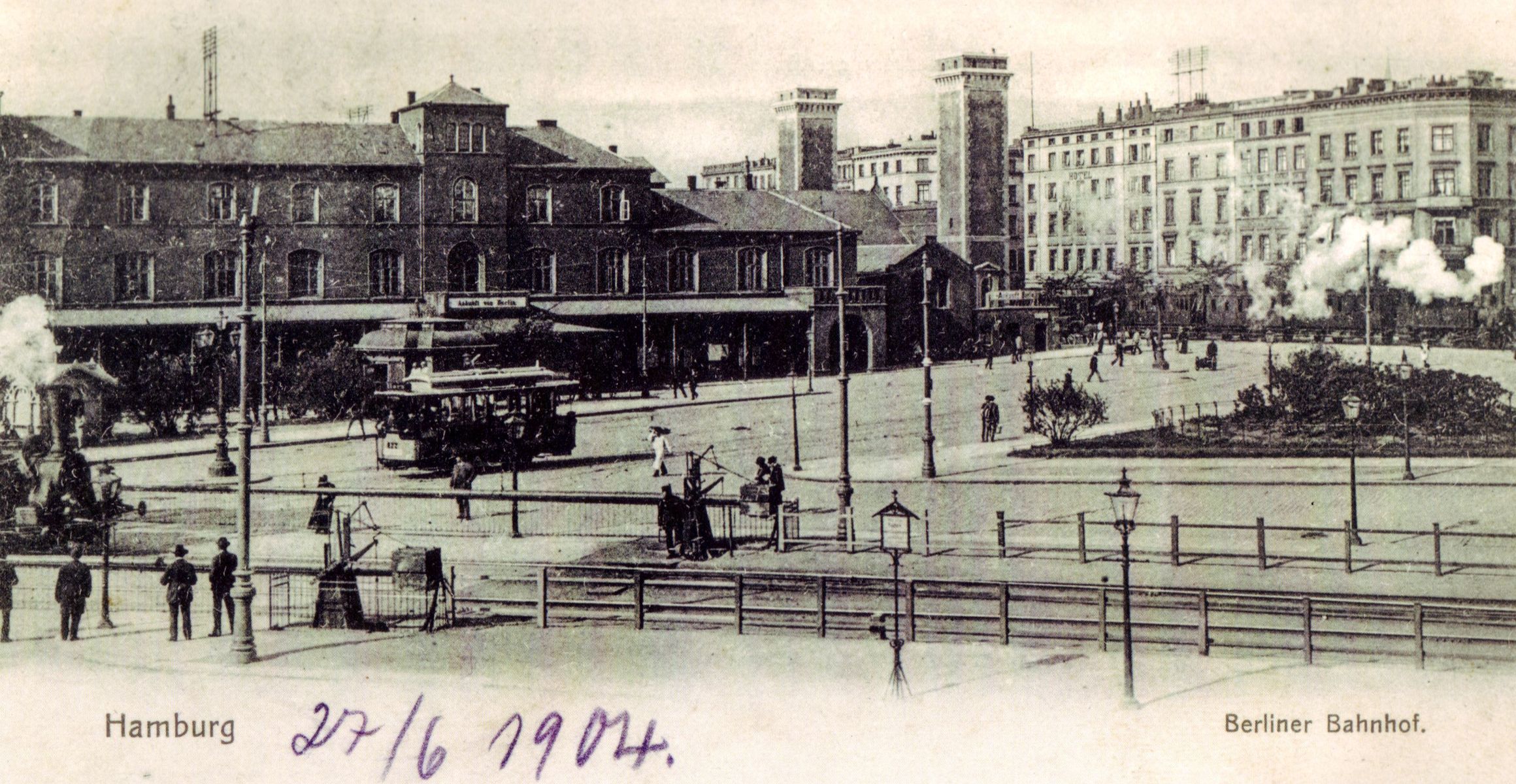
Ansicht von Norden kurz vor dem Abriss, im Vordergrund links ein Zug auf dem Verbindungsgleis zur Berliner Bahn, im Hintergrund ein weiterer Zug vom Hannoverschen Bahnhof
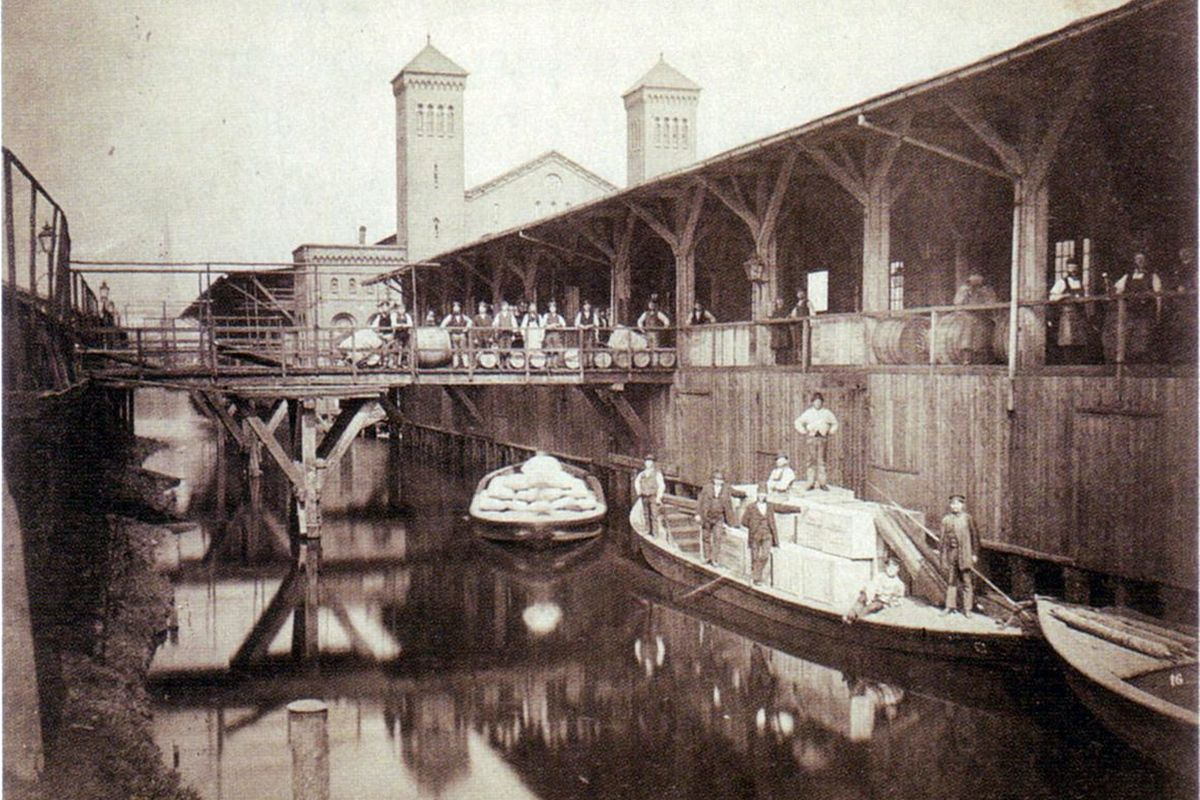
Güterbahnhof Hammerbrook
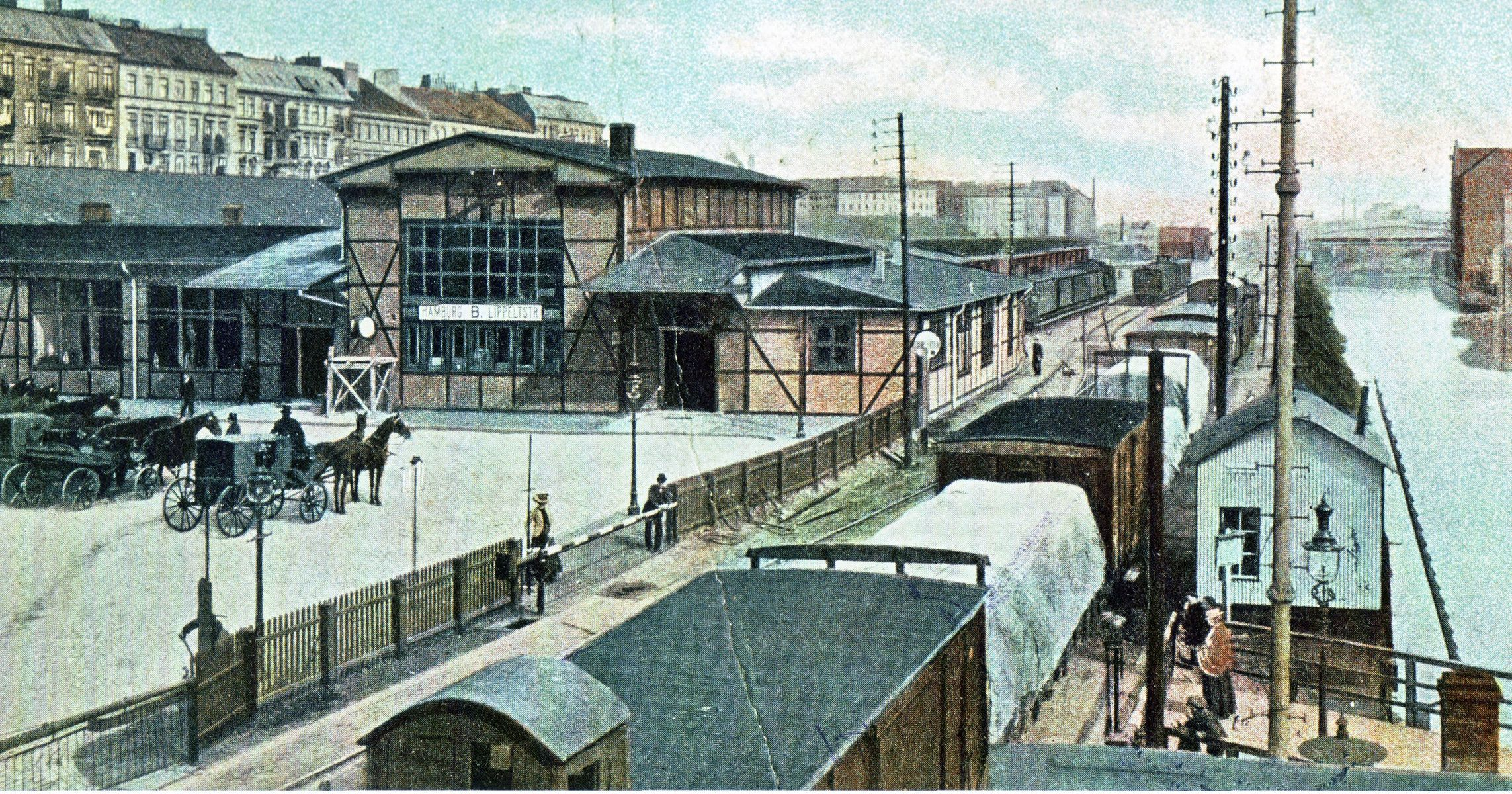
Interimsbahnhof Lippeltstraße, rechts der Oberhafen, links die Häuserzeile am heutigen Högerdamm
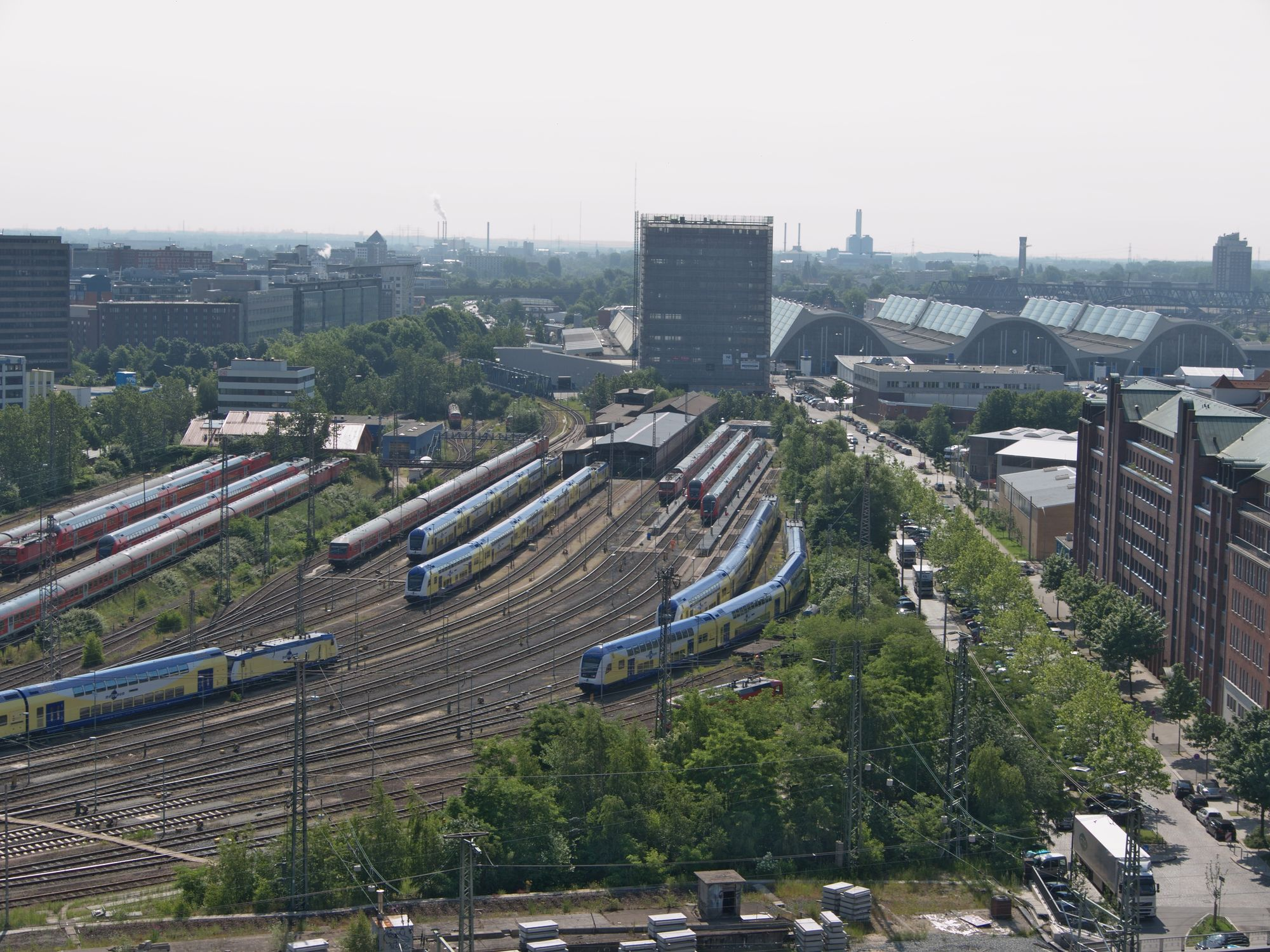
Ehemaliges Gleisvorfeld des Bahnhofs im heutigen Zustand, Blickrichtung Großmarkt (Südosten)